# Паулінью Сантуш
Паулінью Сантуш (порт. Paulinho Santos, * 21 листопада 1970, Віла-ду-Конді) — португальський футболіст, півзахисник.
Насамперед відомий виступами за клуб «Порту», а також національну збірну Португалії.
Семиразовий чемпіон Португалії. П'ятиразовий володар Кубка Португалії. Володар Кубка УЄФА.

## Клубна кар'єра
У дорослому футболі дебютував 1988 року виступами за команду клубу «Ріу-Аве», в якій провів чотири сезони, взявши участь у 82 матчах чемпіонату.
1992 року перейшов до клубу «Порту», за який відіграв 11 сезонів. За цей час виборов титул володаря Кубка УЄФА. Завершив професійну кар'єру футболіста виступами за команду «Порту» у 2003 році

## Виступи за збірну
1994 року дебютував в офіційних матчах у складі національної збірної Португалії. Протягом кар'єри у національній команді, яка тривала 7 років, провів у формі головної команди країни 30 матчів, забивши 2 голи. У складі збірної був учасником чемпіонату Європи 1996 року в Англії.

## Титули і досягнення
- Чемпіон Португалії (7):

«Порту»: 1992–93, 1994–95, 1995–96, 1996–97, 1997–98, 1998–99, 2002–03
- Володар Кубка Португалії (5):

«Порту»: 1993–94, 1997–98, 1999–00, 2000–01, 2002–03
- Володар Суперкубка Португалії з футболу (6):

«Порту»: 1993, 1994, 1996, 1998, 1999, 2001
- Володар Кубка УЄФА (1):

«Порту»: 2002-03